# Myagrus javanicus
Myagrus javanicus är en skalbaggsart som beskrevs av Stefan von Breuning 1957. Myagrus javanicus ingår i släktet Myagrus och familjen långhorningar. Inga underarter finns listade i Catalogue of Life.